# Linha celular imortalizada

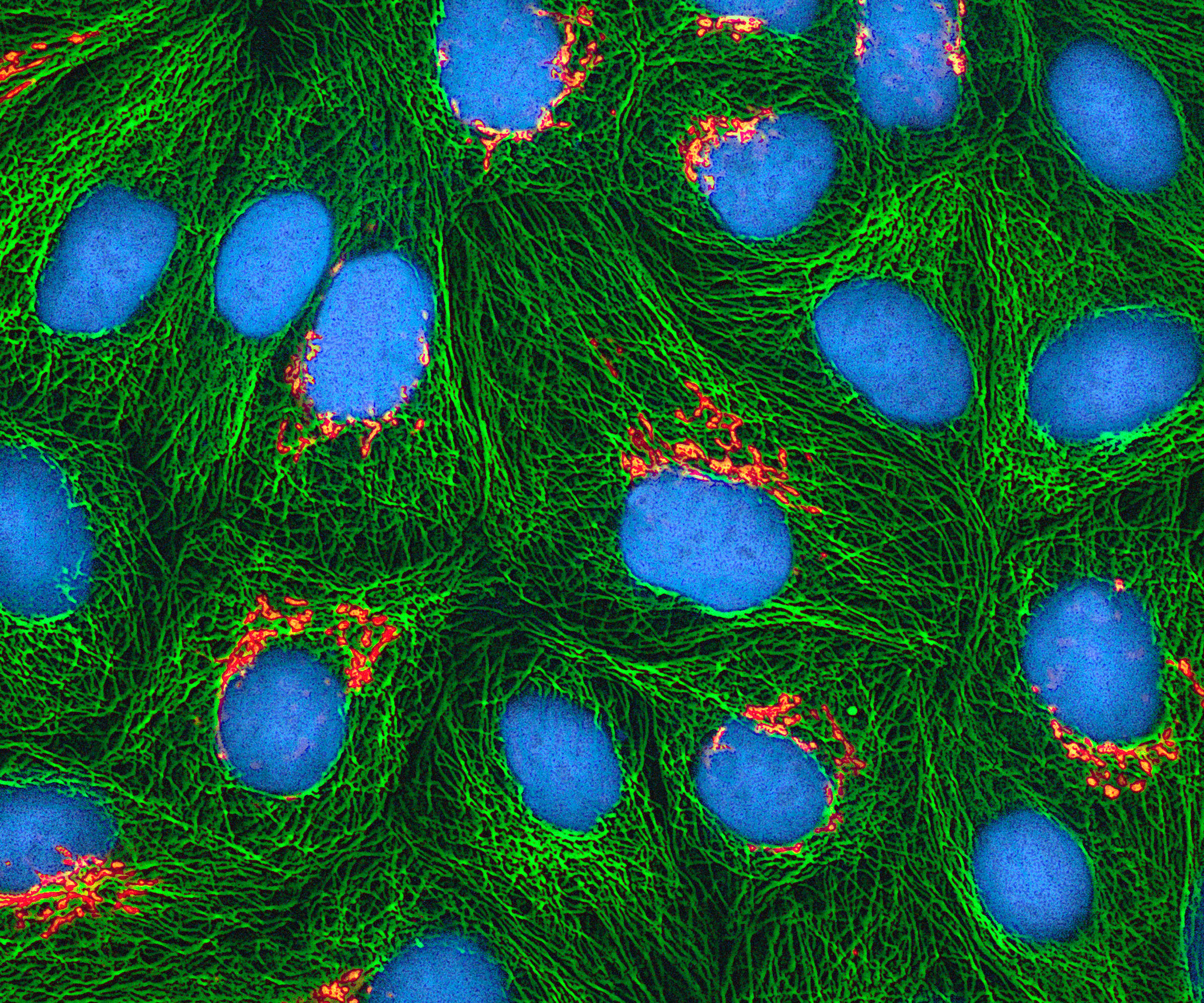
Cultivo de células HeLa com tingidura fluorescente.

Uma linha celular imortalizada, ou comummente abreviada como linha celular, é uma população de células dum organismo pluricelular que devido a uma mutação casual ou induzida, evadiram os mecanismos naturais da senescência celular e podem manter-se em cultivo em divisão de forma praticamente indefinida. Por outro lado, se as células normais são extraídas dum organismo pluricelular e tentam mantê-las em cultivo, proliferam um número finito e reduzido de vezes (isso é chamado de cultivo primário). As células imortalizadas podem ser cultivadas por um longo período in vitro. As mutações necessárias para a imortalidade podem ocorrer naturalmente ou ser induzidas intencionalmente para fins experimentais. As linhas celulares imortais são uma ferramenta muito importante para a pesquisa em vários campos da bioquímica, biologia celular e biotecnologia. Devido ao seu baixo custo, a sua facilidade de uso e reprodutibilidade dos resultados entre diferentes experimentos e diferentes laboratórios, as linhas de células contínuas são utilizadas há muitos anos. São compartilhadas entre os pesquisadores e isso permite a reprodução e confirmação dos resultados.
As linhas celulares imortalizadas não devem ser confundidas com células-tronco encontradas num organismo, que também pode ser dividido indefinidamente. As células-tronco são uma parte normal do desenvolvimento de um organismo multicelular. As linhas celulares imortalizadas, pelo contrário, são células que foram isoladas dum organismo, ou seja, não fazem mais parte do organismo ou estão envolvidas nas suas funções e são mantidas de forma "artificial" na cultura como ferramenta de estudo para pesquisa. O termo linhagem celular (não imortalizado) também é algumas vezes usado para indicar a linhagem celular que durante seu desenvolvimento e diferenciação naturais dá lugar a outras células; por exemplo, pode-se falar da linha celular do monócito/macrófago, a linha celular dos espermatozoides ou a linha germinal.

## Métodos de geração
Existem diversos métodos de gerar linhas celulares imortalizadas:
1. Isolamento dum cancro natural. Este é o método original para gerar uma linha celular imortalizada. Entre os exemplos principais encontram-se as células humanas HeLa obtidas a partir dum cancro de colo uterino.[3]
2. Transformação espontânea em cultivo. É o caso das células HaCaT, uma linha celular que se originou pela transformação espontânea de queratinocitos adultos humanos cultivados in vitro. Uma transformação associada a alterações cromossómicas sequenciais, não ligadas a defeitos maiores de diferenciação.[4]
3. Introdução dum gene viral que desregula parcialmente o ciclo celular (por exemplo, o gene adenovirus tipo 5 E1 é utilizado para imortalizar a linha celular HEK 293; o vírus Epstein-Barr pode imortalizar os linfocitos B por infecção.[5]
4. Expressão artificial de proteínas clave necessárias para a imortalidade celular, como por exemplo a telomerase, que impede a degradação das extremidades do cromossoma durante a replicação do ADN em eucariotas.
5. Tecnologia dos hibridomas, utilizada especificamente para a geração de linhas imortalizadas de células B produtoras de anticorpos, onde uma célula B produtora de anticorpos se funde com uma célula de mieloma (cancro de célula B) para gerar a linha estável de células B.[6]